# Ciclone subtropical

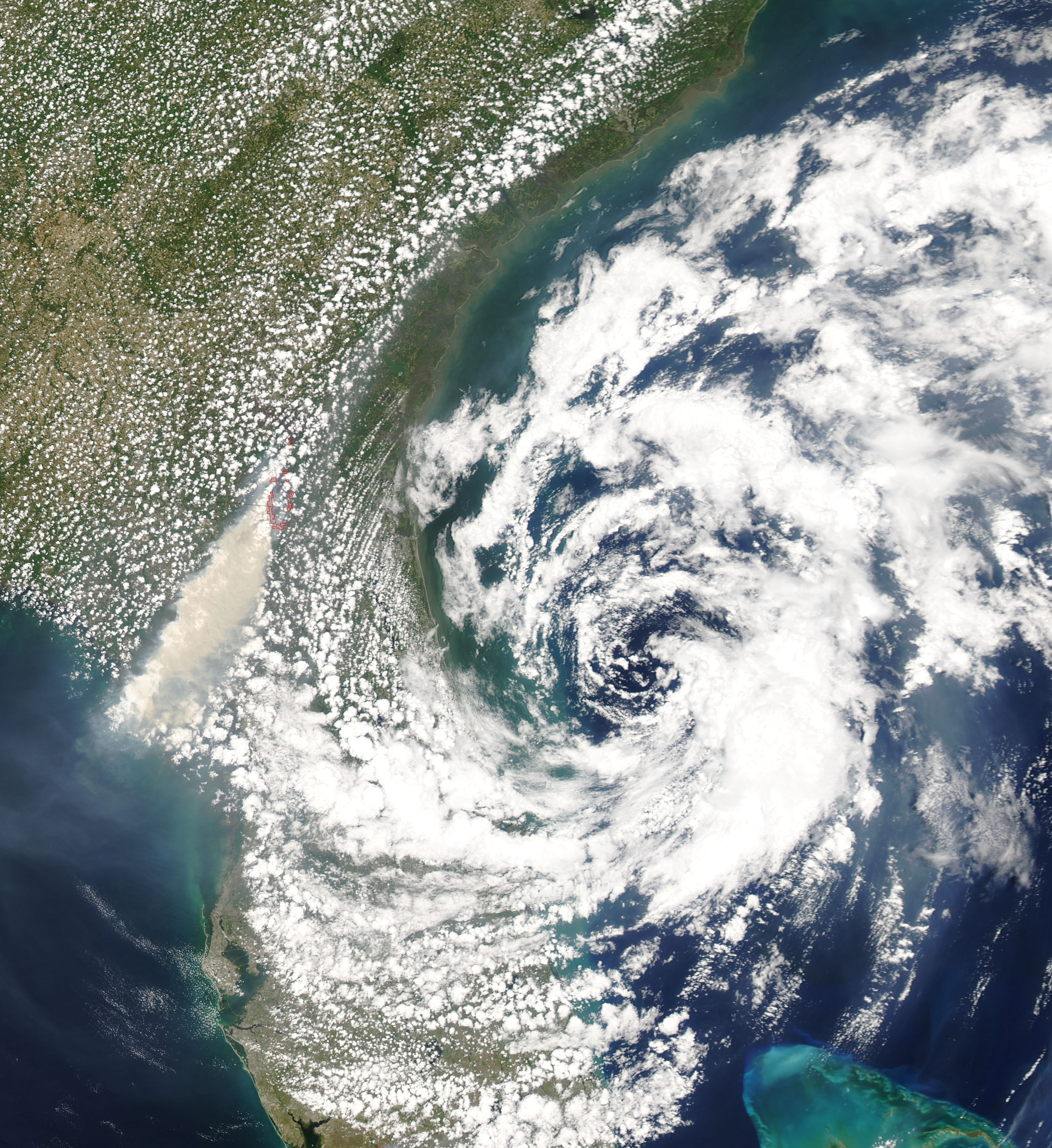
Tempestade subtropical Andrea durante a temporada de furacões no oceano Atlântico de 2007

Um ciclone subtropical é um sistema climático que possui algumas características de um ciclone tropical e outras de um ciclone extratropical. Em meados de 1950, os meteorologistas não estavam claros se deveriam caracterizá-lo como um ciclone tropical ou extratropical. Por volta de 1972, o Centro Nacional de Furacões reconheceu oficialmente essa categoria de ciclone.
Os ciclones subtropicais começaram a receber nomes de fora da lista oficial de ciclones tropicais da bacia do Atlântico em 2002. Possuem amplos padrões de vento, com ventos máximos sustentados localizados mais longe do centro do que ciclones tropicais típicos, e não tem sistemas frontais ligados ao seu centro. Uma vez que eles se formam inicialmente de ciclones extratropicais, os quais possuem temperaturas mais baixas do que normalmente encontrado nos trópicos, as temperaturas da superfície do mar necessárias para sua formação são mais baixas do que os limites dos ciclones tropicais em 3 °C (37,4 °F), situadas em torno de 23 °C (73,4 °F). Isso também significa que os ciclones tropicais formam-se mais provavelmente fora dos limites tradicionais das temporadas de furacão.
Existem duas definições usadas atualmente para ciclones subtropicais. Do outro lado do Atlântico norte e do sudoeste do Oceano Índico, eles requerem precipitação e convecção central bastante perto do centro e um núcleo de aquecimento nos níveis médios da troposfera. Ao longo da metade oriental do Pacífico norte, eles exigem que um ciclone troposférico médio seja isolado do cinturão principal dos ventos do oeste e apenas uma circulação superficial fraca. Os ciclones subtropicais têm amplos campos com vento máximo sustentado localizados mais longe do centro do que os ciclones tropicais típicos e não têm frentes meteorológicas vinculadas ao centro.
Uma vez que eles se formam a partir de ciclones inicialmente extratropicais que têm temperaturas mais altas do que normalmente encontradas nos trópicos, as temperaturas da superfície do mar necessárias para sua formação são mais baixas do que o limiar do ciclone tropical em 3 ° C (5 ° F), situando-se em torno de 23 ° C (73 ° F). Isso também significa que os ciclones subtropicais têm maior probabilidade de se formar fora dos limites tradicionais da temporada de furacões no Atlântico Norte. Ciclones subtropicais também são observados se formando no Atlântico Sul; Ciclones subtropicais do Atlântico Sul são observados em todos os meses.

## História do termo
Ao longo das décadas de 1950 e 1960, o termo semi-tropical e quase-tropical foi usado para o que viria a ser conhecido como ciclones subtropicais. Muitas vezes, os ciclones subtropicais têm um pequeno núcleo quente. O termo ciclone subtropical referia-se apenas a qualquer ciclone localizado no cinturão subtropical próximo e ao norte das latitudes dos cavados. Um intenso debate ocorreu no final da década de 1960, após a formação de vários ciclones híbridos na Bacia do Atlântico. Em 1972, o National Hurricane Center (NHC) finalmente designou essas tempestades como ciclones subtropicais em tempo real, e atualizado o banco de dados de furacões para incluir ciclones subtropicais de 1968 a 1971.
O termo "neutercano" começou a ser usado para pequenos ciclones subtropicais que se formaram a partir de feições de mesoescala, e o NHC começou a emitir declarações públicas durante a temporada de furacões no oceano Atlântico de 1972 empregando essa classificação. Esse nome não foi considerado polêmico nas notícias contemporâneas, mas foi abandonado menos de um ano depois. Artigos recentes, publicados após o ano de 2000, sugeriram que o nome "neutercano" era considerado sexista na década de 1970, mas não parece haver nenhum relatório publicado desse período fazendo essa afirmação.

## Nomenclatura

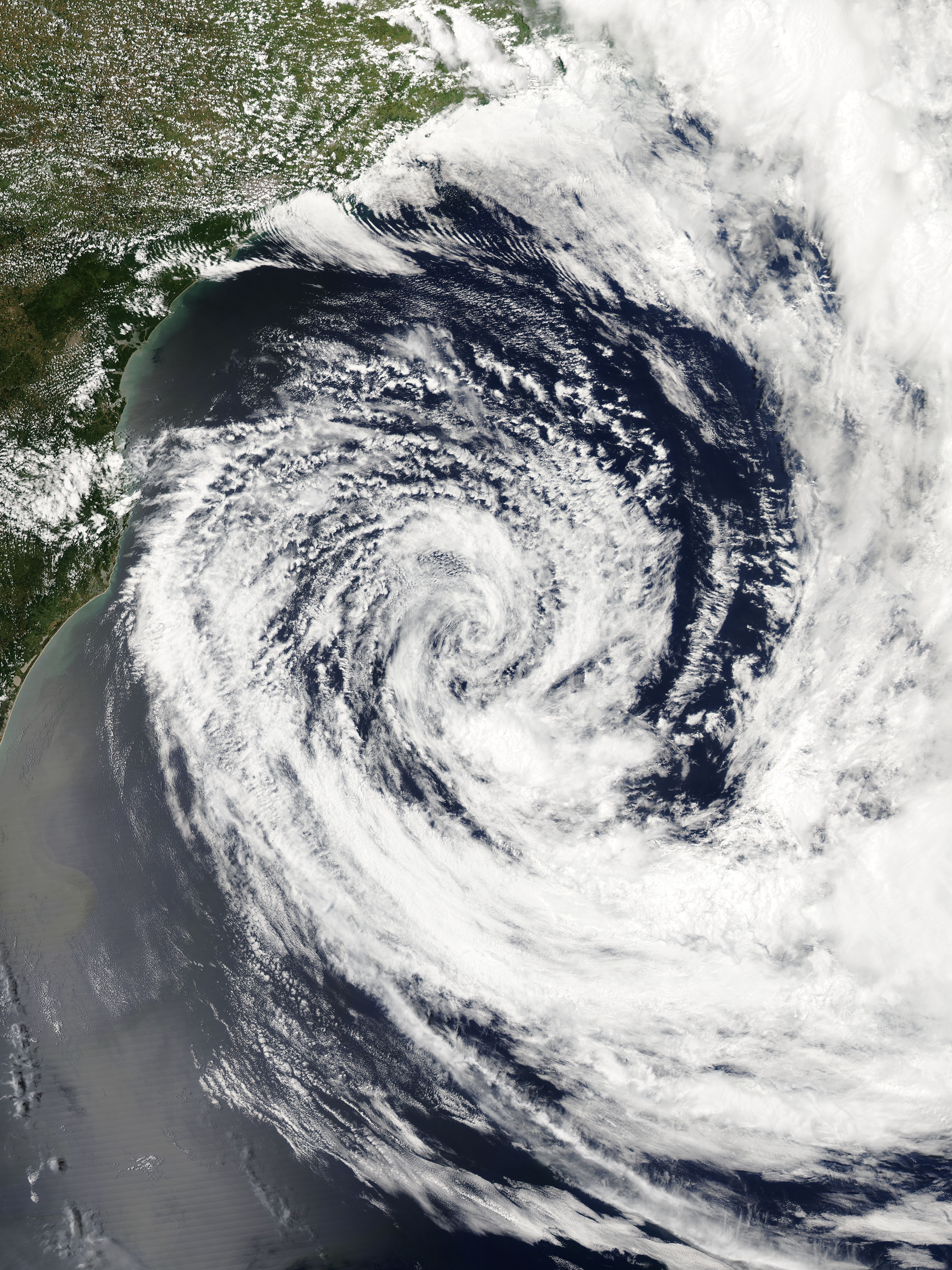
Tempestade subtropical Eçaí na costa do Sudeste do Brasil.

Na bacia do Atlântico Norte, os ciclones subtropicais foram inicialmente nomeados da lista alfabeto fonético da OTAN no início da década de 1970. Nos anos intermediários de 1975 a 2001, as tempestades subtropicais foram nomeadas a partir da lista tradicional e consideradas tropicais em tempo real, ou usaram um sistema de numeração separado. Entre 1992 e 2001, dois números diferentes foram atribuídos a depressões subtropicais ou tempestades subtropicais, um para uso público, o outro para referência de NRL e NHC. Por exemplo, Furacão Karen em 2001 foi inicialmente conhecido como Tempestade Subtropical Um, bem como AL1301 (ou 13L para breve). Em 2002, o NHC começou a dar números às depressões subtropicais e nomes às tempestades subtropicais da mesma sequência dos ciclones tropicais. O Furacão Gustav de 2002 foi a primeira tempestade subtropical a receber um nome, mas se tornou tropical logo após o nome. A Tempestade subtropical Nicole da temporada de furacões no oceano Atlântico de 2004 foi a primeira tempestade subtropical que não se tornou tropical desde a mudança de política. Uma tempestade subtropical da temporada de furacões no oceano Atlântico de 2005 também não se tornou tropical, mas não foi nomeada, uma vez que não foi reconhecida até a análise pós-temporada.
No sul do Oceano Índico, os ciclones subtropicais também são nomeados quando os ventos atingem a tempestade tropical, ou força de vendaval.
Desde 2011, as tempestades subtropicais no oeste do Oceano Atlântico Sul são nomeadas pelo Centro Hidrográfico da Marinha do Brasil.

## Formação

Um loop de vapor d'água mostrando a formação da tempestade subtropical Andrea em maio de 2007

Os ciclones subtropicais se formam em uma ampla faixa de latitude, principalmente ao sul do 50º, paralelo no hemisfério norte. Devido ao aumento da frequência de ciclones que cortam o cinturão principal dos ventos de oeste durante o verão e outono, os ciclones subtropicais são significativamente mais frequentes no Atlântico Norte do que no noroeste do Oceano Pacífico. Na metade oriental do oceano Pacífico norte e norte do Oceano Índico, o termo de definição de ciclone subtropical mais antigo ainda é usado, o que requer uma circulação fraca formando-se sob um baixa troposférica média a alta que se separou do cinturão principal dos ventos de oeste durante a estação fria (inverno). No caso do norte do Oceano Índico, a formação deste tipo de vórtice leva ao início de chuvas durante a estação chuvosa. No hemisfério sul, ciclones subtropicais são regularmente observados nas porções do sul do Canal de Moçambique.
A maioria dos ciclones subtropicais se forma quando um ciclone extratropical profundo cai nas regiões subtropicais. O sistema fica bloqueado por uma crista de alta latitude e, eventualmente, perde seus limites frontais à medida que sua fonte de ar frio e seco das altas latitudes se afasta do sistema. As diferenças de temperatura entre o nível de pressão de 500 hPa e as temperaturas da superfície do mar excedem inicialmente o adiabático seco taxa de lapso, o que faz com que uma rodada inicial de tempestades se forme a uma distância a leste do centro. Devido às temperaturas frias iniciais no alto, as temperaturas da superfície do mar geralmente precisam atingir pelo menos 20 °C (68 °F) para esta rodada inicial de tempestades. A atividade inicial da tempestade umedece o ambiente em torno do baixo, o que desestabiliza a atmosfera ao reduzir a taxa de lapso necessária para a convecção. Quando a próxima onda curta ou onda de jato de nível superior (vento máximo dentro da corrente de jato) se move nas proximidades, a convecção reacende mais perto do centro e o sistema se desenvolve em um verdadeiro ciclone subtropical. A temperatura média da superfície do mar que ajuda a levar à ciclogênese subtropical é 24 °C (75 °F). Se a atividade da tempestade se tornar profunda e persistente, permitindo que seu núcleo inicial quente de baixo nível se aprofunde, ciclogênese tropical é possível. O local de formação dos ciclones subtropicais do Atlântico Norte está no oceano aberto; a ilha das Bermudas é regularmente afetada por esses sistemas.
O ambiente do Atlântico Sul para a formação de ciclones subtropicais tem cisalhamento do vento vertical mais forte e temperaturas da superfície do mar mais baixas, embora a ciclogênese subtropical seja regularmente observada no oceano aberto no Atlântico Sul. Um segundo mecanismo de formação foi diagnosticado para os ciclones subtropicais do Atlântico Sul: a ciclogênese lee na região da Corrente do Brasil.

### Transição para extratropical
Ao adquirir características tropicais, uma baixa extratropical pode transitar para uma depressão ou tempestade subtropical. Uma depressão/tempestade subtropical pode ainda ganhar características tropicais para se tornar uma depressão ou tempestade tropical pura, que pode eventualmente se transformar em um furacão, e há pelo menos onze casos de ciclones tropicais se transformando em um ciclone subtropical (Tempestade tropical Gilda em 1973, Tempestade subtropical quatro em 1974, Tempestade tropical Jose em 1981, Furacão Klaus em 1984, Tempestade tropical Allison em 2001, Tempestade tropical Lee em 2011, Furacão Humberto em 2013, Tempestade tropical Ian em 2016, Tufão Jelawat em 2018, Tempestade tropical Ester (Gaemi) em 2018 e Tufão Surigae em 2021). Também houve dois casos registrados de uma transição de tempestade de ciclone tropical para extratropical e depois, para subtropical; como visto com a Furacão Georges e em 1980 e furacão Beryl em 2018. Geralmente, uma tempestade tropical ou depressão tropical não é chamada de subtropical enquanto está se tornando extratropical, após atingir terra ou águas mais frias. Esta transição normalmente requer instabilidade significativa através da atmosfera, com diferenças de temperatura entre o oceano subjacente e os níveis médios da troposfera exigindo mais de 38° C, ou 68° F, de contraste neste aproximadamente 5,900 m (19,400 ft) camada da baixa atmosfera. O modo das temperaturas da superfície do mar que os ciclones subtropicais se formam é aproximadamente  23 °C (73 °F). A transição de ciclones subtropicais para ciclones totalmente tropicais ocorre apenas em casos muito raros no Oceano Atlântico Sul, como o Furacão Catarina em 2004.

## Características

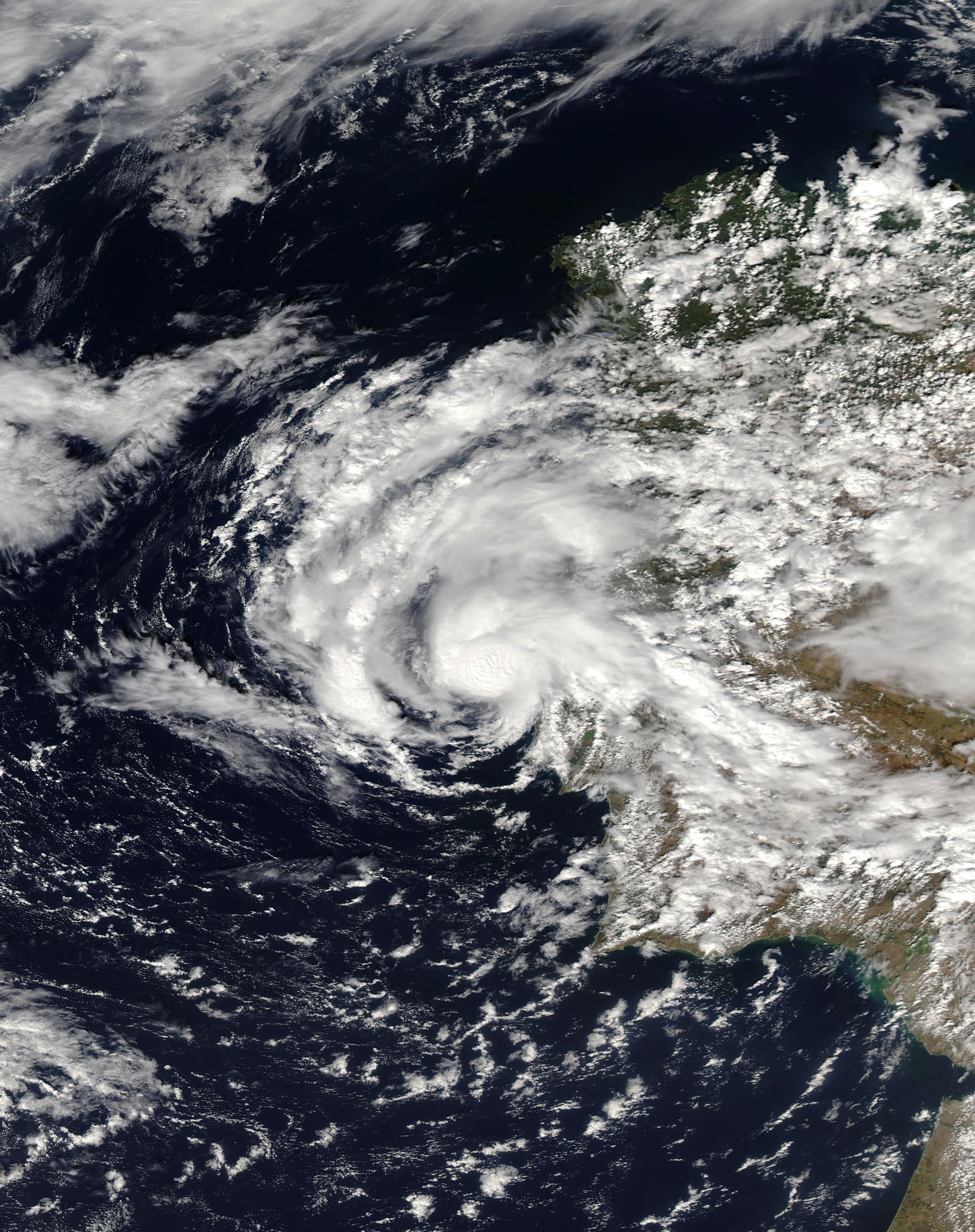
A tempestade subtropical Alpha perto de Portugal em 2020.

Essas tempestades podem ter no máximo vento s estendendo-se mais longe do centro do que em um ciclone puramente tropical e não têm frentes meteorológicas conectando-se diretamente ao centro de circulação. Na Bacia do Atlântico, pelos Estados Unidos a NOAA classifica os ciclones subtropicais de forma semelhante a seus primos tropicais, com base nos ventos máximos sustentados de superfície. Aqueles com ventos abaixo de 18 m / s, (65 km/h, 35 nós, ou 39 mph) são chamadas de depressões subtropicais, enquanto aquelas com, ou acima dessa velocidade são chamadas de tempestades subtropicais.
Ciclones subtropicais com ventos com força de furacão de no mínimo 33 m/s (119 km/h, 64 nós ou 74 mph) ou mais não são reconhecidos pelo Centro Nacional de Furacões, uma vez que uma tempestade subtropical não se intensifica o suficiente para ter ventos com a força de um furacão. Caso isto aconteça, a tormenta é classificada automaticamente como um ciclone tropical; como foi o caso, por exemplo, do Furacão Catarina Apesar disso, no entanto, antes do início das políticas modernas, havia dois ciclones subtropicais no banco de dados de furacões do Atlântico que atingiram ventos com força de furacão; uma tempestade subtropical em 1968 e 1979. Os ciclones subtropicais também são mais prováveis do que os ciclones tropicais de se formarem fora da temporada de furacões designada em uma região. Exemplos recentes do Atlântico Norte incluem as seguintes tempestades:
- Tempestade subtropical Ana (que se tornou Tempestade tropical Ana) no final de abril da temporada de furacões de 2003.[18]
- Tempestade subtropical Andrea no início de maio da temporada de furacões de 2007.[18]
- Tempestade subtropical Olga (que se tornou Tempestade tropical Olga) em meados de dezembro da temporada de furacões de 2007.[18]
- Tempestade subtropical Beryl (que se tornou Tempestade tropical Beryl) no final de maio da temporada de furacões de 2012.[18]
- Uma tempestade subtropical sem nome no início de dezembro da temporada de furacões de 2013.[18]
- Tempestade subtropical Ana (2015) (que se tornou Tempestade tropical Ana) no início de maio da temporada de furacões de 2015.[18]
- Tempestade subtropical Alex (que se tornou Furacão Alex) em meados de janeiro da temporada de furacões de 2016.[18]
- Depressão subtropical 01 (que se tornou Tempestade tropical Arlene) em meados de abril da temporada de furacões de 2017.[18]
- Tempestade subtropical Alberto (que se tornou Tempestade tropical Alberto) no final de maio da temporada de furacões de 2018.[18]
- Tempestade subtropical Andrea no final de maio da temporada de furacões de 2019.
- Tempestade subtropical Ana (2021) (que se tornou Tempestade tropical Ana) no final de maio da temporada de furacões de 2021.

Os diagramas que representam a fase de um ciclone representam ciclones subtropicais com um núcleo quente raso e sistemas assimétricos, semelhantes aos ciclones tropicais que iniciaram a transição para um ciclone extratropical.

## Tipos

### Nível superior baixo
O tipo mais comum de tempestade subtropical é um frio de nível superior baixo com circulação que se estende até a camada superficial e ventos sustentados máximos geralmente ocorrendo em um raio de cerca de 160 km (99 mi) ou mais do centro. Em comparação com ciclones tropicais, tais sistemas têm uma zona relativamente ampla de ventos máximos localizada mais longe do centro e, normalmente, têm um campo de vento menos simétrico e distribuição de convecção.

### Mesoescala baixa
Um segundo tipo de ciclone subtropical é uma baixa de mesoescala originada em ou perto de uma zona frontal de cisalhamento horizontal do vento, também conhecida como zona frontal moribunda, com raio de ventos máximos sustentados geralmente inferior a 50 km (31 mi). A circulação inteira pode inicialmente ter um diâmetro menor que 160 km (99 mi). Esses sistemas geralmente de vida curta podem ser núcleo frio ou núcleo quente, e em 1972 este tipo de ciclone subtropical foi referido como um "neutercano".

## Tempestade Kona

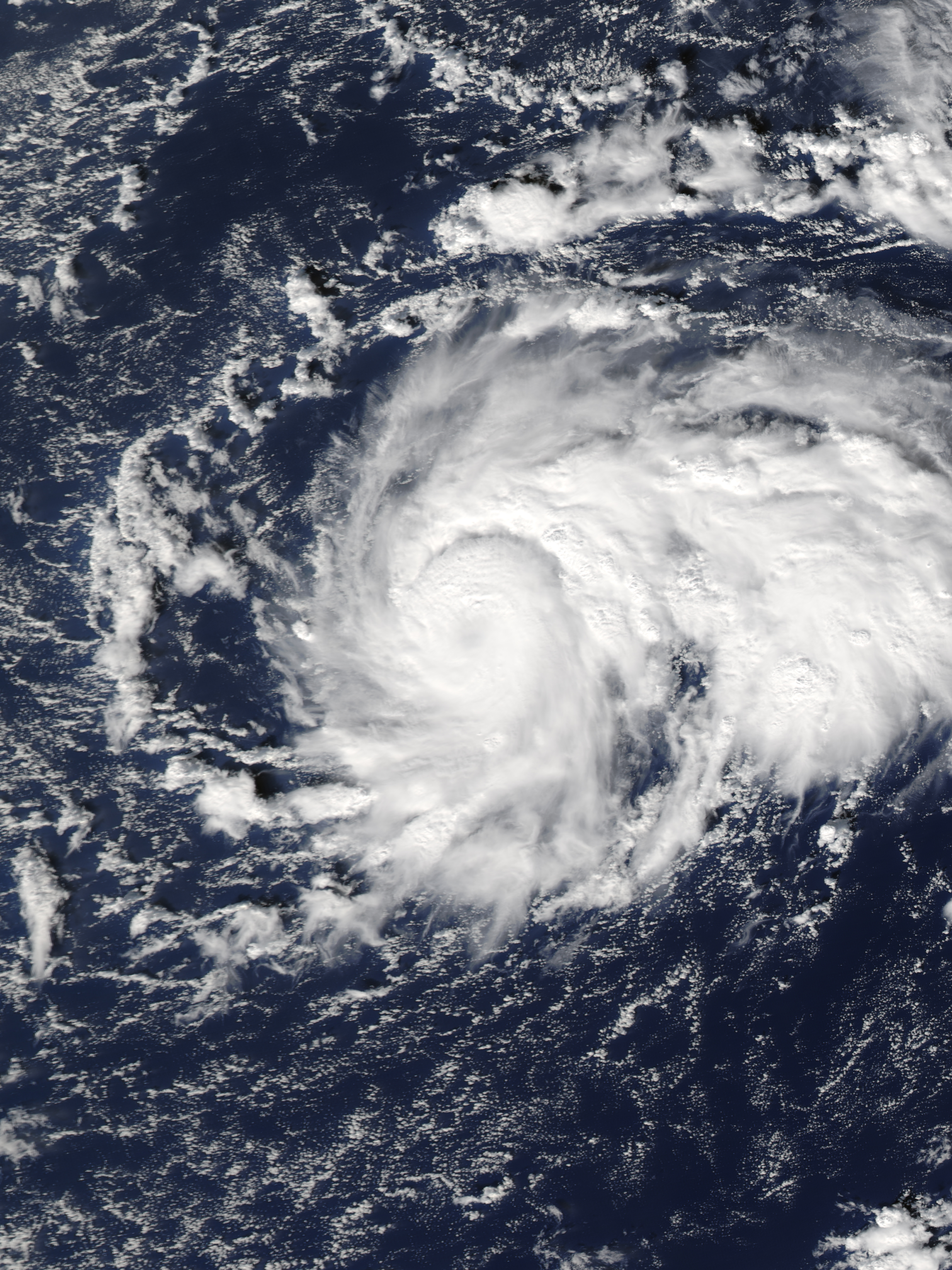
Uma tempestade subtropical em dezembro de 2010, originalmente uma tempestade de Kona

As tempestades de Kona (ou baixas de Kona) são ciclones profundos que se formam durante a estação fria do Oceano Pacífico central. Uma mudança de definição no termo durante o início dos anos 1970 torna a categorização dos sistemas mais complexa, já que muitos ‘’kona lows’’ são ciclones extratropicais, completos com suas próprias frentes climáticas. Aqueles em todo o nordeste do Oceano Pacífico os consideram ciclones subtropicais, desde que uma circulação superficial fraca esteja presente.  Kona  é um termo havaiano para  sotavento , o que explica a mudança em direção do vento para as ilhas havaianas de leste para sul quando este tipo de ciclone está presente.

## Pontos baixos da costa leste australiana

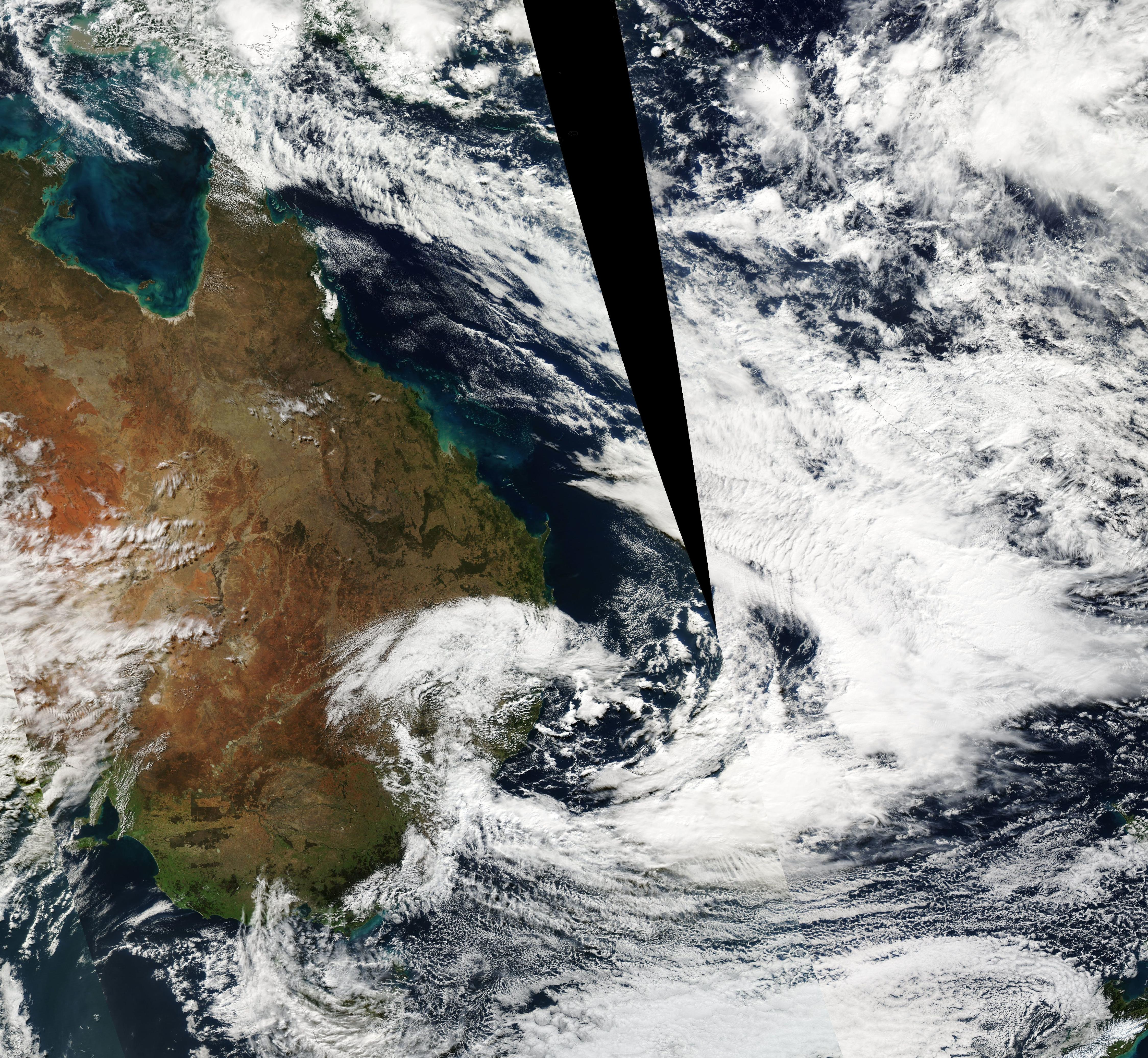
Uma baixa da costa leste australiana em junho de 2013

Baixas da costa leste australiana (conhecido localmente como baixas da costa leste e às vezes como ciclones da costa leste) são ciclones extratropicais,  porém o mais intenso desses sistemas tem muitas das características dos ciclones subtropicais. Eles desenvolvem-se entre 25˚sul e 40˚sul e dentro de 5˚ da costa australiana, normalmente durante os meses de inverno. Cada ano há cerca de dez baixas marítimas de "impacto significativo". Uma ciclogênese explosiva é vista em média apenas uma vez por ano, mas essas tempestades causam danos significativos de vento e inundações quando ocorrem r. Ciclones da costa leste australiana variam em tamanho de mesoescala (aproximadamente 10 km a 100 km) a escala sinótica (aproximadamente 100 km a 1.000 km). Essas tempestades que afetam principalmente a costa sudeste não devem ser confundidas com os ciclones tropicais da região australiana que normalmente afetam a metade norte do continente.